# Torre del Romito
La Torre del Romito, su cui è posto il Castello Sonnino, è il punto più alto del maestoso promontorio sulla costa livornese che va dal quartiere di Antignano a Castiglioncello. 
Alto 91 m s.l.m, uno spaventoso strapiombo di settanta metri lo separa dalla vicina, bellissima Cala del Leone dalla parte di Livorno e da una caletta con un piccolo porto dalla parte di Quercianella. La strada statale Aurelia lo separa dalle Colline livornesi, raggiungendo in quel punto l'altezza di 70 m s.l.m.